# كرفس (نوع)
الكرفس البري (Apium graveolens)، هو نوع من النباتات المزهرة من العالم القديم، ينتمي إلى الفصيلة الخيمية. وصفه كارل لينيوس لأول مرة عام 1753.
ينتشر هذا النوع على نطاق واسع خارج نطاقه الطبيعي، ويُستخدم كخضار؛ وقد اختيرت أصناف حديثة لسيقان أوراقها (الكرفس)، وساقها الكبير الشبيه بالبصل (الكرفس البري)، وأوراقها (الكرفس الورقي).